# Епархия Джагдалпура
Епархия Джагдалпура (лат. Eparchia Jagdalpurensis) — епархия Сиро-малабарской католической церкви c центром в городе Джагдалпур, Индия. Епархия Джагдалпура входит в латинскую митрополию Райпура. 

## История
23 марта 1972 года Римский папа Павел VI выпустил буллу Indorum gentes historia, которой учредил апостольский экзархат Джагдалпура, выделив его из апостольской префектуры Райпура (сегодня – Архиепархия Райпура). 
26 февраля 1977 года Римский папа Павел VI выпустил буллу Nobismet ipsis, которой преобразовал апостольский экзархат Джагдалпура в епархию. В этот же день епархия Джагдалпура вошла в латинскую митрополию Бхопала.
27 aфевраля 2004 года епархия Джагдалпура вошла в митрополию Райпура.

## Ординарии епархии
- епископ Paulinus Jeerakath (23.03.1972 – 7.08.1990);
- епископ Simon Stock Palathara (16.12.1992 – 16.07.2013);
- епископ Joseph Kollamparampil C.M.I. (16.07.2013 – по настоящее время).

## Источник
- Annuario Pontificio, Ватикан, 2007
- Булла Indorum gentes historia  (лат.)
- Булла Nobismet ipsis, AAS 69 (1977), стр. 245  (лат.)